# Landkreis Leipzig
Landkreis Leipzig är ett distrikt i nordöstra delen av det tyska förbundslandet Sachsen. Centralorten är Borna, storstaden Leipzig ingår inte i distriktet.
Till Landkreis Leipzig ansluter i norr staden Leipzig och distriktet Nordsachsen, i sydöst distriktet Mittelsachsen samt i väst förbundsländerna Thüringen och Sachsen-Anhalt.
Distriktet bildades den 1 augusti 2008 när de tidigare distrikten Muldentalkreis och Leipziger Land sammanslogs.

## Administrativ indelning
Följande städer och Gemeinden ligger i Landkreis Leipzig:

### Städer
- Bad Lausick
- Böhlen
- Borna
- Brandis
- Colditz[a]
- Frohburg[b]
- Geithain[c]
- Grimma[d]
- Groitzsch
- Kitzscher
- Markkleeberg
- Markranstädt
- Naunhof
- Pegau[e]
- Regis-Breitingen
- Rötha[f]
- Trebsen/Mulde
- Wurzen
- Zwenkau

### Gemeinden
- Belgershain
- Bennewitz
- Borsdorf
- Elstertrebnitz
- Großpösna
- Lossatal[g]
- Machern
- Neukieritzsch[h]
- Otterwisch
- Parthenstein
- Thallwitz